# Junior-VM i håndbold 2013 (mænd)
Juniorverdensmesterskabet i håndbold for mænd 2013 var det 18. junior-VM i håndbold for mænd, og slutrunden med deltagelse af 24 hold blev afviklet i Bosnien og Hercegovina i juli 2013. Værtskabet for slutrunden blev fastlagt på IHF's kongres i Marrakech den 3. – 4. maj 2011. Spillere født i 1992 eller senere kunne deltage i mesterskabet. Sverige blev verdensmester, Spanien blev nummer to og Frankrig vandt bronze.

## Kvalificerede hold
Afrika
- Algeriet
- Angola
- Congo
- Egypten
- Tunesien

Amerika
- Argentina
- Brasilien
- Chile

Asien
- Sydkorea
- Kuwait
- Qatar

Europa
- Bosnien-Hercegovina (vært)
- Kroatien
- Danmark
- Frankrig
- Tyskland
- Ungarn
- Holland
- Rusland
- Serbien (kom i stedet for et hold fra Oceanien)
- Slovenien
- Spanien
- Sverige
- Schweiz

Oceanien
Oceanien opgav deres plads, et hold fra Europa (Serbien) fik pladsen i stedet.

## Placeringer
| Nr. | Hold                |
| --- | ------------------- |
|     | Sverige             |
|     | Spanien             |
|     | Frankrig            |
| 4   | Kroatien            |
| 5   | Holland             |
| 6   | Brasilien           |
| 7   | Schweiz             |
| 8   | Egypten             |
| 9   | Slovenien           |
| 10  | Serbien             |
| 11  | Tyskland            |
| 12  | Ungarn              |
| 13  | Danmark             |
| 14  | Bosnien-Hercegovina |
| 15  | Tunesien            |
| 16  | Argentina           |
| 17  | Rusland             |
| 18  | Sydkorea            |
| 19  | Qatar               |
| 20  | Kuwait              |
| 21  | Angola              |
| 22  | Congo               |
| 23  | Chile               |
| 24  | Algeriet            |